# Saison 3 de L'Agence tous risques
 (juin 2025).
Si vous disposez d'ouvrages ou d'articles de référence ou si vous connaissez des sites web de qualité traitant du thème abordé ici, merci de compléter l'article en donnant les références utiles à sa vérifiabilité et en les liant à la section « Notes et références ».
Chronologie
Saison 2 Saison 4
La saison 3 de la série télévisée L'Agence tous risques comporte vingt-cinq épisodes diffusés de septembre 1984 à mai 1985.

## Épisode 1:Vacances en Floride
- États-Unis : NBC, 18 septembre 1984

## Épisode 2 et 3:Au-delà de la rivière
- États-Unis : NBC, 25 septembre 1984

- Cet épisode marque la dernière apparition de Marla Heasley, qui jouait le rôle de la journaliste Tawnia Baker, depuis l'épisode 15 de la saison 2 de la série.
- Invité spécial : Barry Van Dyke dans le rôle de Brian Lefcourt

## Épisode 4:Au feu!
- États-Unis : NBC, 2 octobre 1984

- Invités spéciaux : Stepfanie Kramer dans le rôle de la cheffe des pompiers Annie Sanders. Charles Napier dans le rôle du Colonel Briggs.

## Épisode 5:Promenade dans les bois
- États-Unis : NBC, 16 octobre 1984

## Épisode 6:Double foyer
- États-Unis : NBC, 23 octobre 1984

- Invités spéciaux : Dana Elcar dans le rôle de George Olson. Burke Byrnes dans le rôle du maréchal fédéral. Steven Williams dans le rôle d'Eddie Devane.

## Épisode 7:Voie de garage
- États-Unis : NBC, 30 octobre 1984

- Invité spécial : Joe Santos dans le rôle de Rudy Garcia.

## Épisode 8:Echec aux affreux
- États-Unis : NBC, 13 novembre 1984

## Épisode 9:La dernière séance
- États-Unis : NBC, 20 novembre 1984

- Invité spécial : Morgan Woodward dans le rôle du capitaine Winnetka.

## Épisode 10:Le nouveau shérif
- États-Unis : NBC, 27 novembre 1983

- Invité spécial : Robert Davi dans le rôle du caïd Doyle.

## Épisode 11:Les cloches de Sainte-Marie
- États-Unis : NBC, 4 décembre 1984

- Présence de Joseph Wiseman dans le rôle de Zeke Westerland

## Épisode 12:Collection
- États-Unis : NBC, 11 décembre 1984

- Présence de Richard Lynch dans le rôle de Johnny Turian et Markie Post dans le rôle de Rina Turian.

## Épisode 13:Belle évasion
- États-Unis : NBC, 18 décembre 1984

## Épisode 14:Nouvelle cuisine
- États-Unis : NBC, 8 janvier 1985

## Épisode 15:Extorsions
- États-Unis : NBC, 15 janvier 1985

## Épisode 16:Le champion
- États-Unis : NBC, 22 janvier 1985

- Invité spécial : Alex Rocco dans le rôle de Sonny Monroe.

## Épisode 17:Les braconniers
- États-Unis : NBC, 29 janvier 1985

## Épisode 18:Jeu de piste
- États-Unis : NBC, 5 février 1985

## Épisode 19:Aux frais de la princesse
- États-Unis : NBC, 12 février 1985

## Épisode 20:Les Chevaliers de la route
- États-Unis : NBC, 26 février 1985

## Épisode 21:Effacez-les
- États-Unis : NBC, 5 mars 1985

## Épisode 22:Chasseurs de primes
- États-Unis : NBC, 2 avril 1985

- Wendy Fulton, la femme de Dwight Schultz dans la vraie vie, joue Kelly, et l'épisode s'inspire de leur mariage réel.

## Épisode 23:Mystère à Beverly Hills
- États-Unis : NBC, 9 avril 1985

## Épisode 24:Boisson gazeuse
- États-Unis : NBC, 7 mai 1985

## Épisode 25:Vacances au bord du lac
- États-Unis : NBC, 14 mai 1985